# Vladimir Parfyonov
Vladimir Parfyonov, ros. Владимир Парфëнов Władimir Parfionow (ur. 17 czerwca 1970) – uzbecki lekkoatleta, oszczepnik.
Rekord życiowy: 84,52 (25 czerwca 1995, Palafrugell).

## Osiągnięcia
- srebrny medal mistrzostw Azji (Manila 1993)[1]
- srebrny medal igrzysk azjatyckich (Hiroszima 1994)[2]
- 4. miejsce podczas igrzysk Dobrej Woli (Petersburg 1994)[3]
- trzykrotny udział w mistrzostwach świata:
  - Stuttgart 1993 – 38. miejsce w eliminacjach i brak awansu do finału
  - Göteborg 1995 – 25. miejsce w eliminacjach i brak awansu do finału
  - Ateny 1997 – 39. miejsce w eliminacjach i brak awansu do finału

W 1996 roku zawodnik reprezentował Uzbekistan na igrzyskach olimpijskich w Atlancie, podczas których zajął 27. miejsce w eliminacjach i nie awansował do finału.